# Яблонцев, Александр Николаевич
Александр Николаевич Яблонцев (3 апреля 1955, Варшава, Польша — 9 мая 2012, вулкан Салак, остров Ява, Индонезия) — лётчик авиации противовоздушной обороны, космонавт-испытатель Государственного Краснознамённого Научно-исследовательского института ВВС имени В. П. Чкалова (ГКНИИ ВВС), командир самолёта Sukhoi Superjet 100, полковник запаса.

## Биография

### Образование и ранние годы
Родился 3 апреля 1955 года в Варшаве, так как его отец, Яблонцев Николай Антонович, находился в это время на службе в Польше. После того, как его отец был уволен со службы, семья переехала в Майкоп, Краснодарский край. Он учился в Майкопской средней школе № 3, где работали его родители. Его отец был заместителем директора, а мать — учительницей. В 1972 году окончив школу, поступил в Армавирское Высшее военное авиационное училище лётчиков Противовоздушной обороны (ВВАУЛ), которое окончил в 1976 году по специальности «Пилотирование и эксплуатация летательных аппаратов».

### Военная служба
С 1972 года служил в Советской Армии. С1972-1976 — курсант Армавирского Высшего военного авиационное училище лётчиков Противовоздушной обороны (ВВАУЛ). С 28 сентября 1976 года служил в войсковой части 09436.
С ноября 1976 года служил в 60-й Армии ПВО в должности:
- с 17 ноября 1976 года — начальник парашютно-десантной службы-старший летчик 180-го Гвардейского истребительного авиационного полка;
- с 11 мая 1977 года — старший летчик;
- с 11 февраля 1978 года — командир авиазвена;
- с 10 августа 1981 года — заместитель командира авиаэскадрильи — штурман;
- с 10 апреля 1982 года — командир авиаэскадрильи 177-го истребительного авиационного полка.

С 1984 по 1985 год проходил курс подготовки в 267-м Центре испытания авиационной техники и подготовки летчиков-испытателей в городе Ахтубинске.
Уволен в запас из Вооруженных Сил 19 апреля 1997 года.

### Лётчик-испытатель
- старший штурман-испытатель 5-й авиационной испытательной эскадрильи службы летных испытаний бомбардировочной авиации 1-го управления ГКНИИ ВВС имени В. П. Чкалова (С 7 августа 1985 года);
- старший летчик-испытатель 2-й испытательной авиационной эскадрильи службы летных испытаний истребителей-перехватчиков ПВО и самолетов фронтовой авиации 1-го Научно-испытательного управления (с 13 февраля 1987 года);
- старший летчик-испытатель 1-го Научно-испытательного управления ГКНИИ ВВС имени В. П. Чкалова (с 31 мая 1988 года).

### Космическая подготовка
В 1987 году ГКНИИ ВВС одобрил его кандидатуру для работы по программе «Буран». Пройдя медицинское обследование в Центральном военном научно-исследовательском авиационном госпитале (ЦВНИАГ), 25 января 1989 года Главная межведомственная комиссия отобрала его в качестве кандидата в космонавты от ГКНИИ ВВС. Затем с 1989 по 1991 год проходил общекосмическую подготовку в Центре подготовки космонавтов имени Ю. А. Гагарина. 5 апреля 1991 года, сдав экзамены, получил квалификацию космонавта-испытателя.
20 февраля 1992 года ему было присвоено звание полковник.
8 апреля 1992 года вступил в должность космонавта-испытателя ГКНИИ ВВС.
В 1993 году он участвовал в испытаниях новой системы сигнализации невесомости на летающей лаборатории.
30 сентября 1996 года был выведен за штат института.

## После завершения космической подготовки
- С 1998 по январь 1999 года работал пилотом авиакомпании «Трансаэро»;
- С 2000 года работал старшим летчиком-испытателем компании «Гражданские самолеты Сухого»;
- С 2008 года — шеф-пилот на заводских испытаниях Sukhoi Superjet 100.

## Классность
Управлял самолётами L-29, -39 и -410, МиГ-15, -17, -21, -23, -25, -29 и -31, Су-7, -9, -17, -22, -24, -25 и -80, Ан-26, -30, -72 и -124, Ил-76, Ту-134, -154 и -204, Як-40, Boeing 737-200 и Airbus A320. В должности командира Sukhoi Superjet 100 — с 25 августа 2011 года. Налетал 10 347 часов, 1348 из них на SSJ 100.

## Гибель
9 мая 2012 года Яблонцев был командиром Sukhoi Superjet 100, выполнявшего демонстрационный полёт. Под его управлением врезался в склон горы Салак, в 75 километрах от аэропорта Джакарты, на острове Ява. На борту самолёта было 45 человек, 8 из которых являлись гражданами России. Похоронен на мемориальном кладбище в городе Жуковском — Быковское кладбище.